# Jezidi
Jezidi ili Jesidi (kur. ئێزیدی - Êzidî; na hrv. i - azidi, izdi, jazidi, jezidi, zedi) su kurdska etnoreligijska skupina iz Iraka koju karakterizira pripadnost specifičnoj heterodoksnoj religiji odnosno sljedbi.

## Korijeni
Heterodoksna religija jesida jazdanizam oblikovala se je u prvoj polovici 2. tisućljeća podno obronaka Zagrosa i na sjeveru Mezopotamije, a njeni su korijeni vrlo složeni: sufijski utjecaj i slikovita simbolika može se prepoznati u religijskom rječniku (posebno u terminologiji njihove ezoterične literature), no većina njihove mitologije i kozmogonije je neislamska t.j. pripada drevnim iranskim religijama poput zoroastrizma, manihejstva, mazdakizma i mitraizma. Iako je stvarana u isto vrijeme i na istim temeljima (sufizam i staroiranska tradicija) kao i alevitska religija, jesidska se ne svrstava u niti jedan ogranak islama već kao specifična monoteistička religija odnosno sljedba.

## Vjerovanja
Jesidi vjeruju u jednog Boga kao stvaratelja svijeta na koji je poslao sedam uzvišenih bića ili anđela (haft serr; „sedam zagonetki“) da ga čuvaju, a njihov vođa je Malak Taus („Paunov anđeo“). Njega su muslimani često poistovjećivali sa Sotonom zbog čega su jesidi progonjeni od svog postanka, posebice u doba Osmanskog Carstva kada su prisilno preobraćivani na hanafijsku školu sunitskog islama.

## Običaji
Jesidski obredi inicijacije novorođenčadi uključuju:
- šišanje uvojaka
- mor kirin („pečat”)
- obrezivanje

## Vjerska literatura
Jesidska religijska tradicija uglavnom se prenosila usmenom predajom na kurmandžiju (sjevernokurdskom jeziku), dok je autentičnost njihovih svetih tekstova „Crne knjige“ (Mašafa Reš) i „Knjige otkrivenja“ (Kiteba Jelva) tiskanih počekom 20. stoljeća krajnje upitna jer ih nisu pisali jesidi već stranci.

## Galerija
- Jesidi s planine Sindžar na iračko-sirijskoj granici (1920-ih)
- Sastanak jesidskog vodstva s kaldejskim svećenstvom u Mezopotamiji
(francuska razglednica, kasno 19. stoljeće)
- Jesidi iz Mardina, grada na jugoistoku današnje Turske
(francuska razglednica, kasno 19. stoljeće)

## Poveznice
- Kurdi
- Jarsan
- Misticizam

## Citirana literatura
Tiskana stručna literatura:
- (engl.) Hastings, James. 2003. Encyclopedia of Religion and Ethics. XVIII. Kessinger Publishing. Whitefish, Montana. ISBN 0766136957CS1 održavanje: parametar ref identičan predodređenom (link)
- (hrv.) Klaić, Bratoljub. 1990. Rječnik stranih riječi. Nakladni zavod Matice hrvatske. Zagreb. ISBN 86-401-0038-1

Stručna literatura s vanjskim poveznicama:
- (engl.) Allison, Christine. 20. srpnja 2004. Yazidis i. general. Encyclopædia Iranica. New York. Inačica izvorne stranice arhivirana 8. prosinca 2010. Pristupljeno 14. siječnja 2011.
- (engl.) Kreyenbroek, Philip G. 20. srpnja 2005. Yazidis ii. Initiation in Yazidism. Encyclopædia Iranica. New York. Inačica izvorne stranice arhivirana 8. prosinca 2010. Pristupljeno 14. siječnja 2011.
- (hrv.) Jesidi. Hrvatski obiteljski leksikon. Leksikografski zavod Miroslav Krleža. Zagreb. 2005

Organizacije i udruge:
- (arm.) De Jure Population (Urban, Rural) by Age and Ethnicity (PDF). Armenian Statistical Service of Republic of Armenia. 2001. Inačica izvorne stranice (PDF) arhivirana 30. siječnja 2010. Pristupljeno 14. siječnja 2011.
- (rus.) Национальный состав населения. Федеральная служба государственной статистики. 2002. Inačica izvorne stranice arhivirana 21. kolovoza 2011. Pristupljeno 14. siječnja 2011.

Wikimedijski zajednički poslužitelj:
|  | Zajednički poslužitelj ima još gradiva o temi Jesidi |